# Comité Paralímpico de Nueva Zelanda
El Comité Paralímpico de Nueva Zelanda es el comité paralímpico nacional que representa a Nueva Zelanda. Esta organización es la responsable de las actividades deportivas paralímpicas en el país. Es miembro del Comité Paralímpico Internacional y del Comité Paralímpico de Oceanía.